# Bipalium kewense
Bipalium kewense és una espècie de planària terrestre que pertany a la subfamília dels bipalins. Tot i que presenta una distribució cosmopolita es pensa que és nadiua del sud-est asiàtic. B. kewense està distribuïda al llarg de tota la porció sud d'Amèrica del Nord. Mesura entre 6 i 30 cm de longitud i entre 3 i 5 mm d'amplada. B. kewense es distingeix de la resta de planàries per la presència de patrons diferents al cap i al coll, i per les posicions de les obertures del cos i l'estructura dels òrgans copuladors.

## Hàbits d'alimentació
És sabut que B. kewense és un depredador de cucs de terra. Tanmateix, el seu comportament no s'ha estudiat amb profunditat, i possiblement també s'alimenta d'altre organismes.

## Distribució
Es creu que el seu rang de distribució natural va des del Vietnam fins a Cambodja. La seva presència a altres parts del món s'explica per la introducció accidental per humans. Fora del rang natural, B. kewense s'acostuma a trobar a entorns que han estat modificats per l'home. El seu hàbitat original molt probablement són les selves pluvials d'Indoxina, en regions que són més pròpies de climes subtropicals.

## Reproducció
Totes les espècies de Bipalium són hermafrodites, però rarament s'ha observat a B. kewense reproduint-se sexualment com a principal mitjà de reproducció. L'escissió és el principal mètode de reproducció de B. kewense a les regions temperades. Tot i que hi ha poques evidències de reproducció sexual en aquestes planàries, hi ha constància de diversos casos de troballes de càpsules d'ous.

## Cariologia
B. kewense presenta un complement cromosòmic diploide de 16, un parell de cromosomes sot-telocèntrics, tres parells de sot-metacèntrics i quatre parells de metacèntrics.